# Ernst Urbach
Ernst Urbach (* 19. März 1872 in Burg an der Wupper; † 8. Juni 1927 in St. Blasien) war ein deutscher Komponist, Arrangeur und Flötist. Er veröffentlichte auch unter dem Pseudonym Ernst Rubach.

## Leben
Ernst Urbach erhielt seinen ersten Musikunterricht von seinem Vater, einem Pianisten. Später studierte er in Berlin und war als Flötist in mehreren Berliner Sinfonieorchestern aktiv.
Außerdem betätigte er sich als Komponist und Arrangeur, hauptsächlich im Bereich der Unterhaltungsmusik. Seine Arrangements verfasste er insbesondere für Blasorchester. Er schrieb jedoch auch Melodienfolgen über klassische Werke, u. a. von Mozart, Beethoven, Grieg und Haydn.
Später zog er in den Südschwarzwald um, wo er bis zu seinem Tod lebte.

## Werke (Auswahl)
Zu Urbachs bekanntesten Werken zählt der Marsch Per aspera ad astra (deutsch: Auf rauhen Pfaden zu den Sternen) aus dem Jahr 1906 (OCLC 730298102).

### Unterhaltungsmusik
- Adlon-Marsch
- Durch Nacht und Nebel (Marsch)
- Flieger-Marsch
- Friedensglocken (Marsch)
- In Wind und Wetter (Marsch)
- Per aspera ad astra, op. 4 (Marsch)
- Regina-Marsch
- Sektgeister (Walzer)
- Zwei schwäbische Tänze

### Fantasien
- Am Tschaikowsky-Quell
- Aus Mozarts Reich
- Aus Schuberts Skizzenbuch (für Salonorchester)
- Bizets Wunderklänge
- Chopins Aeolsharfe
- Dem Andenken Beethovens
- Durch Webers Zauberwald
- Ein Plauderstündchen mit Delibes
- Eine Soirée bei Liszt
- Haydns Himmelsgrüße
- Im Rosengarten Mendelssohns
- In Adams Paradies
- Smetanas Vermächtnis